# 한국투자공사
한국투자공사(韓國投資公社, Korea Investment Corporation, KIC)는 대한민국의 국부펀드로, 기획재정부 산하 기타공공기관에 해당한다. 서울에 본사가 있으며, 미국 뉴욕·샌프란시스코, 영국 런던, 싱가포르에 지사를, 미국 샌프란시스코와 인도 뭄바이에 사무소를 두고 있다. 

## 개요
한국투자공사(KIC)는 정부·한국은행 등으로부터 위탁받은 외환보유고를 운용하는 기관이다. 정부와 한국은행, 공공기금 등으로부터 위탁받은 자산의 운용업무를 효율적으로 수행하여 금융산업 발전에 기여하는 것을 목적으로 한다. 기획재정부가 100% 지분을 보유한 기타공공기관이다. 외환보유고를 운용하므로, 전 자산을 해외에 투자하고 있다. 『한국투자공사법』 31조 4항에서 "공사는 위탁받은 자산을 외국에서 외화표시 자산으로 운용하여야 한다"고 규정하고 있다. 이에 따라 국내 투자는 불가능하다. 단, 위탁운용 자산이 아닌 고유자산의 경우 국내 투자가 가능하다.
2024년 말 기준, 전 세계 67개 국가, 39개 통화에 분산 투자하고 있다. 지역별 투자 비중은 전통자산 시장 가치를 기준으로 북아메리카가 63.97%로 가장 많고 유럽(21.72%), 아시아(12.19%), 기타 지역(2.13%) 순이다.
본사는 서울에 위치해 있으며, 미국 뉴욕과 영국 런던, 싱가포르에 지사를, 미국 샌프란시스코와 인도 뭄바이에 사무소를 두고 있다.

## 역사
KIC는 2005년에 설립되었으며, 2024년 말 기준 운용 총 자산은 2,065억 달러 규모에 달한다. 설립 후 2024년까지 누적 투자 수익은 939억 달러이다. 약 19년 동안 140조 원 수준의 국부를 창출한 셈이다.

## 자산
전 세계적으로도 운용자산 규모가 큰 국부펀드에 속한다. 해외 국부펀드 조사 기관에 따르면, KIC의 운용 규모는 전 세계 국부펀드 중 13위이다. 1위는 노르웨이의 NBIM으로, 1조 7,430억 달러 규모의 자산을 운용하고 있다.
2024년 말 기준, 전체 운용 자산의 78.1%가 전통자산(주식, 채권 등)이고 나머지 21.9%는 대체자산이다. 전체 자산을 주식(39.5%), 채권(31.7%), 대체자산(21.9%) 등으로 분산 투자하고 있으며, 나머지는 물가연동채권, 현금 등 기타 자산이다.
2003년 당시 대한민국 정부는 국가 경제적 체질 개선을 위해 장기적으로 경제적 성장을 견인하려 시도했다. 이에 따른 <동북아시아 금융 허브 전략>의 일환으로 외환보유액을 국제 금융시장에서 운용할 수 있도록 KIC를 설립하였다. 2004년 9월 16일 의회에 한국투자공사법을 제출하였고, 이는 2005년 2월 25일 대한민국 국회 기획재정위원회에서 검토되었다.
| 연도별 투자 수익률 | 연도별 투자 수익률 | 연도별 투자 수익률 |
| 연도               | 운용자산           | 수익률             |
| ------------------ | ------------------ | ------------------ |
| 2021년             | 2,050억 달러       | 8.94%              |
| 2022년             | 1,693억 달러       | -14.36%            |
| 2023년             | 1,894억 달러       | 11.6%              |
| 2024년             | 2,065억 달러       | 8.49%              |